# Mister I. ci sa fare
Mister I. ci sa fare (Cocktail Time) è un romanzo umoristico del 1958 di P. G. Wodehouse tradotto in lingua italiana nel 1960.
È il terzo romanzo di cui è protagonista e Deus ex machina l'inarrestabile Frederick Twistleton, V conte di Ickenham, meglio conosciuto come "zio Fred" e, nella prima traduzione italiana del romanzo, come "Mister I".

## Storia editoriale
Il romanzo di P. G. Wodehouse Cocktail Time apparve dapprima in forma condensata sul numero di aprile 1958 del mensile statunitense Ladies' Home Journal, con le illustrazioni di Al Parker. Fu pubblicato in edizione integrale nel Regno Unito da Herbert G. Jenkins di Londra il 20 giugno 1958 e successivamente negli Stati Uniti dall'editore  Simon & Schuster di New York il 24 luglio 1958, con le illustrazioni di Robert Shore. Le differenze fra i testi dei due volumi, statunitense e britannico, sono numerose, anche se riguardano particolari non molto importanti, fatta eccezione per un dialogo in taxi fra Pongo e Zio Fred che nel volume londinese è accorciato rispetto al volume statunitense.
Il romanzo è stato tradotto due volte in lingua italiana: nel 1960 da Adriana Motti, apprezzata traduttrice di numerose opere di Wodehouse, e nel 1988 da Fulvio Bernardinis. I titoli italiani sono differenti: "Mister I. ci sa fare" nell'edizione della Federico Elmo tradotta dalla Motti e "Cocktail time" nella traduzione di Fulvio Bernardinis pubblicata dapprima dalla Mursia e successivamente dalla Guanda.

## Trama
«Cocktail Time» è il titolo di un romanzo scritto da Sir Raymond Bastable, che era stato punto sul vivo circa le sue capacità letterarie dal cognato Lord Ickenham ("Mister I."). Il romanzo di Sir Raymond è un pamphlet contro i giovani e Sir Raymond, che ha velleità politiche, per evitare polemiche elettorali controproducenti lo ha firmato con lo pseudonimo "Richard Blunt". Sennonché il romanzo diviene immediatamente un best seller e il successo impone che Richard Blunt si personifichi; Sir Raymond, ancora dietro suggerimento di "Mister I.", riesce a convincere un suo squattrinato nipote, Cosmo Wisdom, a diventare Richard Blunt in cambio dei proventi finanziari dell'opera letteraria. Le conseguenze di questo scambio di persone, i diritti d'autore sull'adattamento cinematografico dell'opera letteraria, i frutti che Cosmo vuole trarne sempre di più, le reazioni di Sir Raymond e (soprattutto) una lettera in cui si rivela il nome dell'autore del romanzo e che passa da una mano all'altra generando ricatti a ripetizione, richiederà l'intervento decisivo di "Mister I." per sistemare nel modo più opportuno l'intricata vicenda.

## Personaggi
Reginald G. Twistleton ("Pongo")nipote di zio Fred; sposato con Sally Painter; timido, sobrio, preoccupato per le attività in cui lo coinvolge lo zio Fred
Frederick Altamont Comwallis Twistleton, V conte di Ickenham ("Zio Fred"/"Mister I.")alto, smilzo, dall'aspetto distinto; «un uomo la cui missione nella vita è di spargere dolcezza e luce»; sposato con Lady Jane; zio di Pongo
Jonathan Twistleton Pearce ("Johnny")figlioccio di Lord Ickenham, aspirante scrittore, proprietario di Hammer Hall e Hammer Lodge, intimidito dalla sua vecchia balia Nannie Bruce, fidanzato di Bunny
Sir Raymond Bastable ("Beafy"/"Torello") fratellastro di Lady Jane (la moglie di zio Fred), è un eminente avvocato, pomposo e arrogante, vuole candidarsi al Parlamento; autore del romanzo "Cocktail Time" firmato con lo pseudonimo "Richard Blunt"; ha preso in affitto Hammer Lodge; ex fidanzato di Barbara Crowe
Cosmo Wisdomnipote di Sir Raymond, si presenta come autore del romanzo "Cocktail Time"
Albert Peasemarchmaggiordomo di Sir Raymond; ex commilitone di zio Fred durante la guerra, ama Phoebe
Phoebe Wisdomsorella di Sir Raymond, madre di Cosmo
Barbara Crowevedova di Jimmy Crowe; ex fidanzata di Beefy/Torello, socia giovane nell'agenzia letteraria Saxby
Belinda Farringdon ("Bunny")fidanzata di Johnny
Mr. Prestwicksocio della Alfred Tomkins Ltd.
Howard Saxbysocio anziano dell'agenzia letteraria Saxby
Gordon Carlisle ("Oily")truffatore americano
Gertrude Carlislemoglie aggressiva di Oily
Nannie Brucevecchia balia di Johnny
Arthur Popworthtaxista a Dovetail Hammer
Cyril McMurdopoliziotto a Dovetail Hammer, fidanzato di Nannie
Benjycocker spaniel di Phoebe
Rupert Morrisonproprietario della locanda "Beetle and Wedge" ("Il Cuneo e il Mazzapicchio" nella traduzione italiana) a Dovetail Hammer, munito di licenza per vendere birra, vino e alcolici

## Critica
Il protagonista "Lord Ickenham" ("Zio Fred" o "Mister I.") è uno dei personaggi più riusciti di Wodehouse e più amati dallo stesso autore. La trama di  Cocktail Time è molto intricata. Come in tutte le opere di Wodehouse, anche in quelle di cui è protagonista Lord Ickenham la maggior fonte di ilarità è il linguaggio, ricco di similitudini e metafore che molto spesso fanno riferimento a una vasta gamma di fonti letterarie colte; aumenta la proporzione dei dialoghi rispetto alla narrazione a causa del maggior coinvolgimento di Wodehouse nel teatro. Come in tutte le opere di Wodehouse, anche in Cocktail Time sono molto numerosi i riferimenti alle grandi opere letterarie classiche e moderne e i riferimenti biblici. Anche Giorgio Manganelli mette in evidenza la funzione del linguaggio di Wodehouse: straordinariamente articolato, mobile, attento al registro linguistico di ciascun personaggio, il che rende Wodehouse uno degli scrittori più difficili da tradurre.

## Edizioni

### In lingua originale
- (EN) Cocktail Time, 1ª ed., London, Herbert Jenkins, 1958.
- (EN) Cocktail Time, illustrazioni di Robert Shore, New York, Simon & Schuster, Inc., 1958.

### In italiano
- Mister I. ci sa fare, collana Moderna libreria straniera, traduzione di Adriana Motti, Milano, F. Elmo, 1960.
- Cocktail time, collana GUM, traduzione di Fulvio Bernardinis, Milano, Mursia, 1998, ISBN 88-425-2272-4.
- Cocktail time, collana Narratori della fenice, traduzione di Fulvio Bernardinis, Parma, U. Guanda, 2008, ISBN 978-88-8246-982-5.